# Зграда Петра Петковића
Стамбена зграда Петра Петковића рађена је у периоду од 1930. до 1931. године. Овај вишестамбени објекат спада у један од архитектонских подухвата познатог архитекте Милана Злоковића.
У овом вишестамбеном објекту налазило се представништво фирме Опел с продајним простором. За овај објекат карактеристична је градска интерполација која поред основног уличног блока стамбене функције има проширење у нивоу приземља у другом делу парцеле у коме је предвиђена пословна намена. Стога је зграда имала два одвојена улаза. Недостатак дворишта због ангажованости другог дела парцеле за пословни анекс надомешћен је кровном терасом. У уској зони фасаде изнад улаза био је постављен назив фирме ОПЕЛ, али се овакав увезен „орнамент“ модерне архитектуре на известан начин супротстављао рељефним композицијама између прозора у зони изнад, које је Злоковић у то време иначе често користио на фасадама својих објеката.